# Canyonlands National Park
De Canyonlands in de omgeving bij Moab in Utah (USA) werden een National Park in 1964. Het park is 1349 vierkante kilometer groot.
Het park is een nog erg ongerept gebied van canyons en tafelbergen uitgesleten door de rivier de Colorado, Green River en hun zijrivieren in het Coloradoplateau. Het biedt imposante uitzichten op de loop van de Colorado. De rivieren verdelen het park in vier districten: the Island in the Sky (het eiland in de lucht), the Needles (de naalden), the Maze (het doolhof) en de rivieren zelf. Ondanks de beperkte vegetatie leven er wilde dieren in de Canyonlands zoals coyotes en het dikhoornschaap.
Als gevolg van het grote verschil in de zomer- en wintertemperaturen is het geen interessant gebied voor exploitatie door de mens. Deze klimaatschommelingen hangen samen met de ligging: het park ligt namelijk 1200 tot 2400 meter boven het zeeniveau en er valt zeer weinig regen. De bijnaam voor het park is daarom 'high desert'.
Bezienswaardig is onder andere The Needles, Maze en Island in the Sky.
Gemiddelde temperaturen per seizoen:
- Zomer:
  - overdag: 30° tot 40° Celsius
  - ’s nachts: 10° tot 20° Celsius
- Lente en herfst
  - overdag: 20° tot 30° Celsius
  - ’s nachts: -10° tot 10° Celsius
- Winter
  - overdag: 0° tot 10° Celsius
  - ’s nachts: -20° tot -10° Celsius

Bij de oprichting van het park was het gebied relatief onbekend en ook nu nog zijn de meeste paden primitieve zandweggetjes. In dit park zijn behalve picknickplaatsen weinig voorzieningen voor toeristen. Er zijn tafels, barbecues en toiletten, maar geen watervoorzieningen die men in verband met de droogte wellicht zou verwachten.
|  |